# بخش لومرن
بخش لومرن (به فرانسوی: Arrondissement du Marin) یک بخش در فرانسه است که در مارتینیک واقع شده‌است.